# Saint-Maudan

Saint-Maudan este o comună în departamentul  Côtes-d'Armor, Franța. În 1 ianuarie 2022 avea o populație de 399 de locuitori.